# Wilhelm Fraenkel

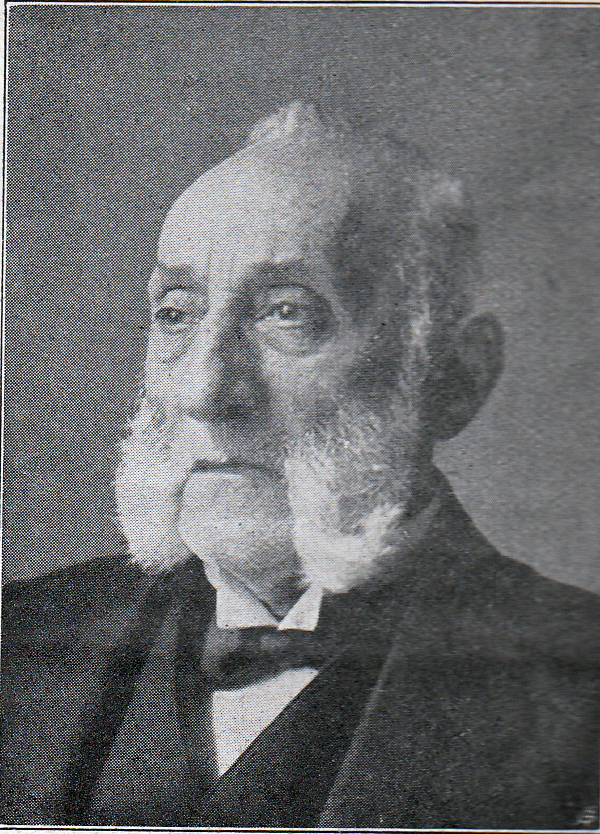
Wilhelm Fraenkel

Wilhelm Fraenkel (* 1. April 1844 in Oberglogau, Schlesien; † 5. März 1916 in Wien) war ein in Österreich tätiger deutscher Architekt und Stadtbaumeister.

## Leben

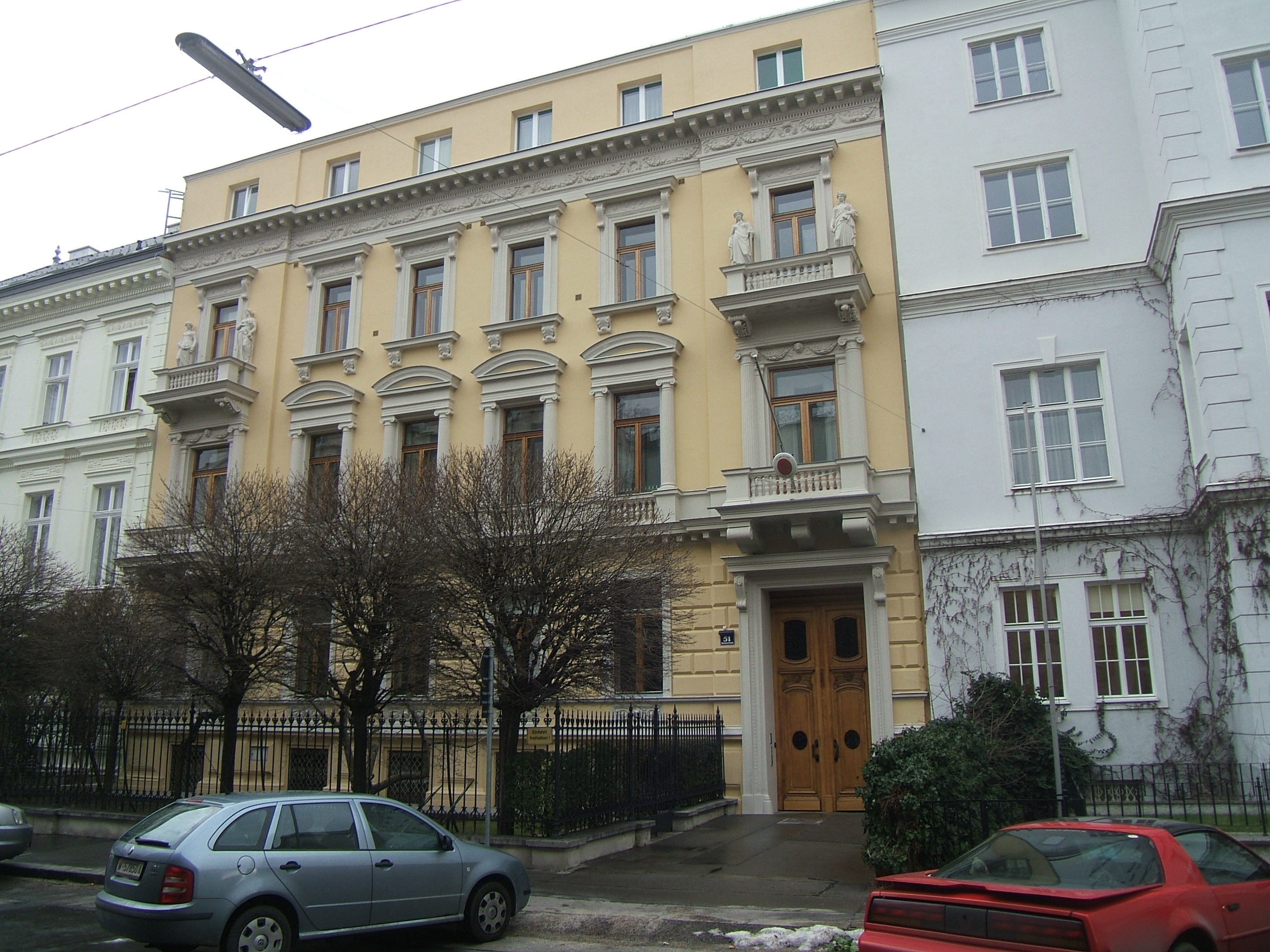
Ehemaliges Palais Schlesinger (1873)

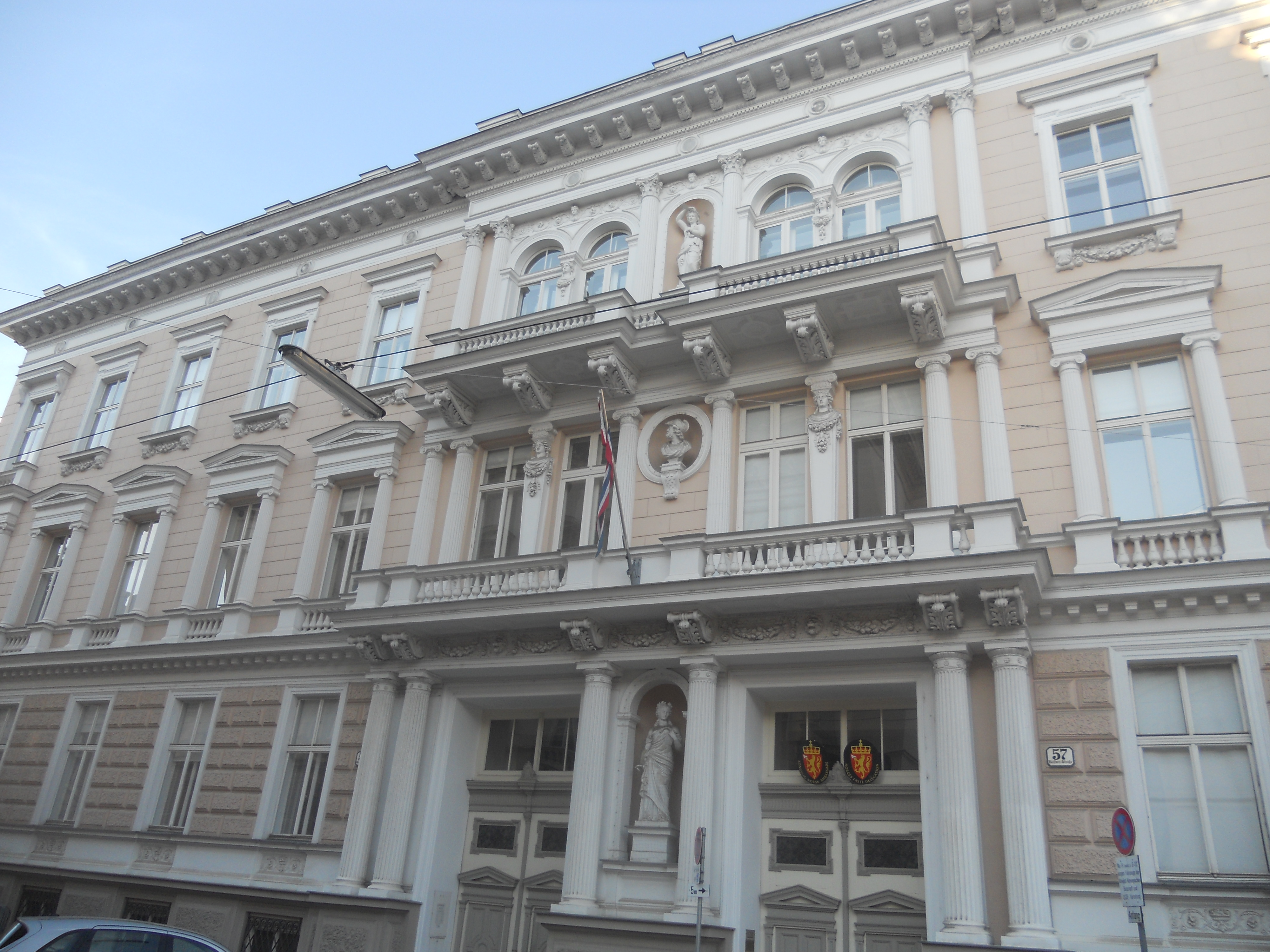
Ehemaliges Palais Hohenberg, nunmehrige norwegische Botschaft, Reisnerstraße 55–57 (1873)

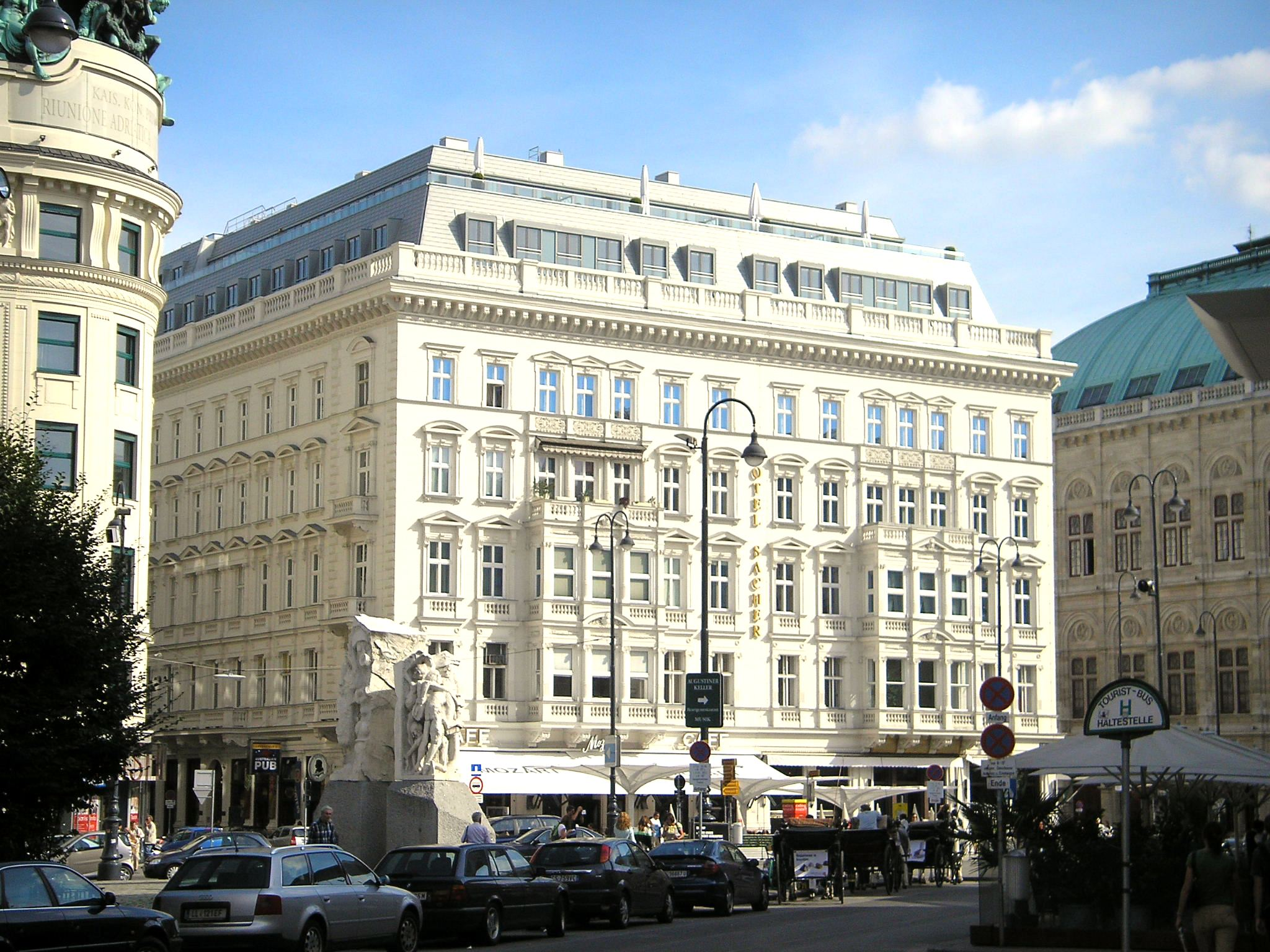
Hotel Sacher (1874–1876)

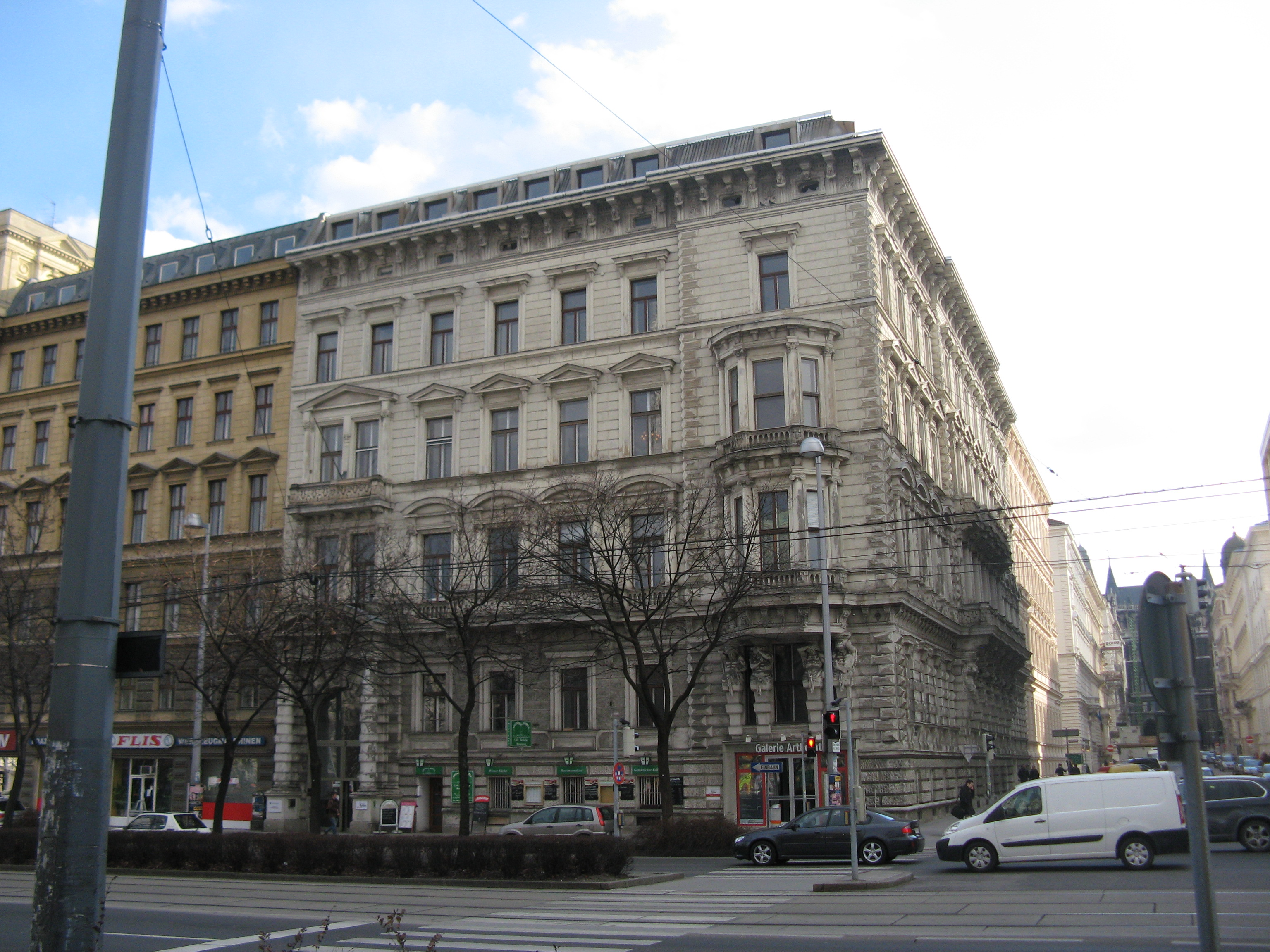
Ehemaliges Haus Reitzes, Universitätsstraße 5 (1878–1879)

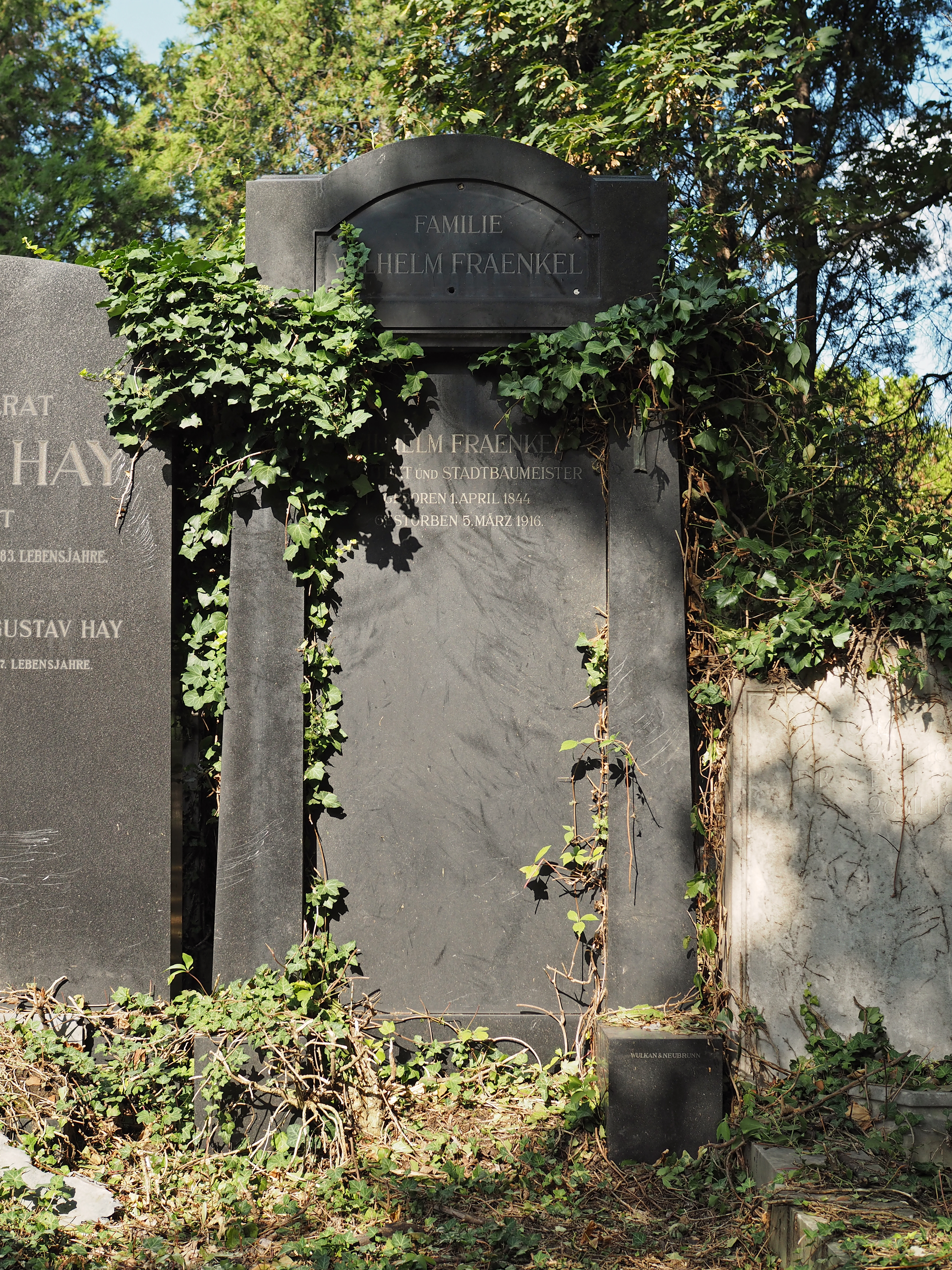
Grab von Wilhelm Fraenkel auf dem Wiener Zentralfriedhof

Wilhelm Fraenkel, auch folgende Schreibweisen in der Literatur: Fränkel, Fränkl, Fraenkl war jüdischer Herkunft. Aufgrund dieser Schreibweisen kommt und kam es zu Verwechselungen mit dem (fast) zur gleichen Zeit u. a. in Düsseldorf und Hamburg wirkenden Architekten Wilhelm Fränkel aus Mutzschen, geboren 1874, einem Schüler von Paul Wallot aus Dresden.
Der in Wien tätige Wilhelm Fraenkel hingegen besuchte die Bauschule in Breslau und anschließend die Bauakademie in Berlin bei Eduard Tietz. Durch diesen kam Fraenkel in das Atelier von Carl Tietz in Wien, wo er einige Praxisjahre verbrachte. Er erlangte 1868 die Baumeisterprüfung und konnte schon bald darauf mit der Errichtung von herrschaftlichen Stadtwohnhäusern großen Anklang finden, wodurch er zahlreiche Aufträge für Wohn- und Geschäftshäuser sowie Hotelbauten in Wien erhielt. Fraenkel wurde im Laufe seines Lebens mit dem preußischen Kronen-Orden und anderen ausländischen Orden ausgezeichnet.
Fraenkel war auch Mitglied der “Genossenschaft der bildenden Künstler Wiens”, Künstlerhaus Wien, "Aufgenommen am 7.3.1874".
Wilhelm Fraenkel wurde auf dem Wiener Zentralfriedhof, Israelitische Abteilung, 1. Tor, Gruppe 49/16/25 bestattet.

## Bedeutung
Wilhelm Fraenkel stand in der Nachfolge der großen Ringstraßenarchitekten, besonders von Theophil von Hansen. Er bevorzugte Formen der Neorenaissance, seltener altdeutsche und barocke Formen bei der Außengestaltung seiner Gebäude. Sie zeichnen sich durch Eleganz aus und sind repräsentativ gestaltet, wie es die großbürgerlichen Auftraggeber erwarteten. Bei der Gestaltung konservativ, war Fraenkel für moderne Konstruktionsweisen hingegen stets aufgeschlossen.

## Werke
- Synagoge (1864) in Oberglogau

- Doppelwohnhaus, Schottenbastei 4–8, Wien 1 (1869–1870)

- Pfarrhof und Schule, Kolonitzplatz 1, Wien 3 (1870), zusammen mit G. Hausmann
- Miethaus (heute: Palais Schottenring), Schottenring 18–18a, Wien 1 (1870–1872)
- Arbeiterkammer für Niederösterreich, Wipplingerstraße 35, Wien 1 (1871), 1945 zerstört
- Hotel Austria, Schottenring 11, Wien 1 (1872), 1945 zerstört
- Palais Schlesinger, Reisnerstraße 51, Wien 3 (1873)
- Doppelwohnhaus, Reisnerstraße 55–57, Wien 3 (1873)
- Wohn- und Geschäftshaus, Schottenring 14, Wien 1 (1873)
- Wohn- und Geschäftshaus, Stephansplatz 8 und 8a, Wien 1 (1874), 1945 zerstört
- Hotel Sacher, Philharmonikerstraße 4, Wien
- Germaniahof, Rotenturmstraße 8, Wien 1 (1875–1876), 1945 zerstört
- Miethaus, Klagbaumgasse 15, Wien 4 (1878)
- Miethaus Reitzes, Universitätsstraße 5, Wien 1 (1878–1879)
- Villa Reitzes, Sieveringer Straße 245, Wien 19 (1879)
- Miethaus, Rudolfsplatz 9, Wien 1 (1881)
- Miethaus, Gonzagagasse 1, Wien 1 (1881–1884)
- Miethaus, Wohllebengasse 13, Wien 4 (1884)
- Hotel Habsburg, Rotenturmstraße 24, Wien 1 (1889)
- Haus der Österreichischen Central-Boden-Credit-Anstalt, Hohenstaufengasse 12, Wien 1 (vor 1892)
- Wohnhaus und Atelier des Architekten, Krotenthallergasse 8, Wien 8 (1904–1906)